# Cladophialophora devriesii
Cladophialophora devriesii är en svampart som först beskrevs av A.A. Padhye & Ajello, och fick sitt nu gällande namn av de Hoog, Kwon-Chung & McGinnis 1995. Cladophialophora devriesii ingår i släktet Cladophialophora och familjen Herpotrichiellaceae.   Inga underarter finns listade i Catalogue of Life.